# Monchy-Lagache
Monchy-Lagache település Franciaországban, Somme megyében. Lakosainak száma 574 fő (2022. január 1.). Monchy-Lagache Lanchy, Devise, Estrées-Mons, Quivières, Tertry és Vraignes-en-Vermandois községekkel határos.

## Népesség
A település népességének változása:
| Lakosok száma | 672  | 669  | 697  | 643  | 622  | 601  | 593  | 583  | 574  |
|               | 2013 | 2015 | 2016 | 2017 | 2018 | 2019 | 2020 | 2021 | 2022 |